# Relações entre Brasil e Butão
As relações entre Brasil e Butão referem-se a relações interestatais entre o Reino do Butão e a República Federativa do Brasil. O relacionamento diplomático foi formalmente iniciado em 21 de setembro de 2009. O Brasil foi o primeiro país da América do Sul com o qual o Butão estabeleceu relações diplomáticas.
O acordo que estabeleceu relações diplomáticas entre o Butão e o Brasil foi assinado em Nova Iorque pelo então Ministro de Relações Exteriores do Brasil Celso Amorim e seu colega de pasta butanês Lyonpo Ugyen Tshering em inglês, português e butanês. A declaração expressou desejo das duas partes em prol da cooperação em questões socioeconômicas e por um aprofundamento de suas relações em fóruns multilaterais como a Organização das Nações Unidas.
Em 2012, o diplomata Carlos Sérgio Sobral Duarte foi designado embaixador brasileiro no Butão. Até pelo menos 2010, o Butão não possuía um embaixador no Brasil.

## Cooperação
Como parte do interesse brasileiro em adotar o modelo de índice de Felicidade Interna Bruta (FIP) do Butão, o Centro de Estudos Butaneses, em associação com a ONG brasileira Instituto de Visão Futura sediaram a 5.ª Conferência Internacional sobre Felicidade Interna Bruta em Foz do Iguaçu, de 20 a 24 de novembro de 2009.
Em 2012, o primeiro-ministro do Butão Jigme Thinley divulgou o conceito de Felicidade Interna Bruta enquanto no Brasil para a Conferência das Nações Unidas sobre Desenvolvimento Sustentável no Rio de Janeiro.

## Participação internacional em comum
Tanto o Butão quanto o Brasil são membros de uma gama de organizações internacionais, incluindo G-77, Banco Internacional para Reconstrução e Desenvolvimento, Associação Internacional de Desenvolvimento, Fundo Internacional de Desenvolvimento Agrícola, Fundo Monetário Internacional, Interpol, Comitê Olímpico Internacional, Organização Internacional de Migração, Organização Internacional para Padronização, Organização Internacional de Telecomunicações por Satélite, Organização para a Proibição de Armas Químicas, Organização das Nações Unidas (e as seguintes agências: FAO, OACI, UIT, OMPI, OMT, UNCTAD, UNESCO, UNIDO, UPU, OMS e OMM), Organização Mundial das Alfândegas e Organização Mundial do Comércio.

## Turismo
Até o estabelecimento de relações formais entre os dois países, o acesso ao Butão por parte de cidadãos brasileiros só podia ser feito com posse de um documento Laissez-Passer, emitido pela Polícial Federal do Brasil. Não há voos diretos do Brasil ao Butão, obrigando os turistas a fazer conexões a partir de países vizinhos, como Índia, Nepal, Bangladesh ou Tailândia.

## Comércio
O comércio entre os dois países é mínimo e em alguns anos, mesmo inexistente. Está mais voltado para plásticos (80%) e obras de ferro (15%). Em 2011, o Butão estava na 236.ª posição dentre os parceiros comerciais do Brasil, tendo uma participação de 0,00% sobre o comércio internacional brasileiro. Entre 2007 e 2011, o saldo comercial favoreceu os butaneses. A única exportação brasileira para o Butão registrada foi de goma vegetal em 2007.
| Descrição                          | 2003 | 2004  | 2005 | 2006 | 2007 | 2008 | 2009 | 2010 | 2011 | 2011 (jan-jul) | 2012 (jan-jul) |
| ---------------------------------- | ---- | ----- | ---- | ---- | ---- | ---- | ---- | ---- | ---- | -------------- | -------------- |
| Exportação brasileira para o Butão | 46,8 | 0,7   | 35,9 | 28,3 | 18,9 | —    | —    | —    | —    | —              | 81,7           |
| Exportação butanesa para o Brasil  | —    | 124,5 | —    | —    | 58,4 | 58,0 | —    | —    | 0,16 | 0,16           | 0,35           |
| Comércio total                     | 48,8 | 125,3 | 35,9 | 28,3 | 77,3 | 58,0 | —    | —    | 0,16 | 0,16           | 82,05          |